# Rovine (Bośnia i Hercegowina)
Rovine (cyr. Ровине) – wieś w Bośni i Hercegowinie, w Republice Serbskiej, w gminie Gradiška. W 2013 roku liczyła 1422 mieszkańców.